# 美山町立谷合小学校
美山町立谷合小学校（みやまちょうりつ たにあいしょうがっこう）は、かつて岐阜県山県郡美山町（現・山県市）に存在した公立小学校。

## 概要
- 旧・山県郡谷合村の小学校であった。2001年に葛原小学校、北武芸小学校と統合し、いわ桜小学校の新設により廃校。
- 校舎はいわ桜小学校に転用されている。

## 沿革
- 1873年（明治6年） - 山県郡谷合村に昇盛舎が開校。
- 1874年（明治7年） - 昇盛学校に改称する。
- 1879年（明治12年） - 校舎を新築。谷合小学校に改称する。
- 1889年（明治22年）7月1日 - 谷合村が発足。
- 1897年（明治30年） - 谷合尋常小学校に改称する。
- 1909年（明治42年） - 谷合尋常高等小学校に改称する。
- 1912年（明治45年） - 校舎を新築。
- 1914年（大正2年）
  - 3月11日 - 谷合村で大規模な火災が発生。類焼により校舎を全焼。
  - 11月13日 - 仮校舎が完成。
- 1930年（昭和5年） - 新校舎が完成する。
- 1941年（昭和16年）4月1日 - 谷合国民学校に改称する。
- 1947年（昭和22年）4月1日 - 谷合村立谷合小学校に改称する。
- 1955年（昭和30年）4月1日 -
  - 山県郡谷合村、富波村、葛原村、北山村、北武芸村、西武芸村および武儀郡乾村と合併し美山村が発足。同時に美山村立谷合小学校に改称する。
  - 　田栗地区が北武芸小学校校区から谷合小学校校区に移る。
- 1964年（昭和39年）4月1日 - 美山村が町制施行し美山町となる。同時に美山町立谷合小学校に改称する。
- 1971年（昭和46年） - 新校舎（鉄筋コンクリート造）が完成。
- 2001年（平成13年）3月31日 - 統合により廃校。